# Nguyên Anh
Trung Sơn Hiến Vũ vương Thác Bạt Anh (chữ Hán: 拓跋英, ? – 9 tháng 12 năm 510), còn gọi là Nguyên Anh (元英), tên tự là Hổ Nhi, là tướng lĩnh, hoàng thân nhà Bắc Ngụy trong lịch sử Trung Quốc.

## Xuất thân
Cụ nội Thác Bạt Anh là Bắc Ngụy Thái Vũ đế, ông nội là Thái tử Hoảng, vì mất sớm nên không được kế vị; cha là Nam An vương Trinh, tích cực ủng hộ Hiếu Văn đế tiến hành Hán hóa.
Thác Bạt Anh tính cách thông minh mẫn tiếp, học rộng biết nhiều, quen cưỡi ngựa bắn tên, am hiểu việc thổi địch (sáo ngang), biết một chút về y thuật, lại giỏi dùng binh .

## Thời Hiếu Văn đế
Ban đầu, Thác Bạt Anh làm Bình bắc tướng quân, Vũ Xuyên trấn đô đại tướng, Giả Ngụy công. Không lâu sau, ông dời sang làm Đô đốc Lương, Ích, Ninh 3 châu chư quân sự, An nam tướng quân, lĩnh Hộ Tây Nhung hiệu úy, Cừu Trì trấn đô đại tướng, Lương Châu thứ sử.
Năm Thái Hòa thứ 19 (495), Hiếu Văn đế tiến hành nam phạt, lấy Thác Bạt Anh làm Hán Trung biệt đạo đô tướng. Ngụy đế soái quân đánh Chung Li , ban chiếu cho Thác Bạt Anh soái quân phòng ngự 1 dải biên cảnh. Tháng 4, ông tâu rằng: "Đại giá thân chinh, nghiêng ngả đông nam, có thể thừa cơ hội này mà đánh lấy Hán Trung." , Hiếu Văn đế đồng ý.
Thác Bạt Anh từ Tự Thủy tiến đánh Hán Trung. Lương Châu thứ sử Tiêu Ý nhà Nam Tề nhiều lần phái quân đón đánh, liên tiếp bị Thác Bạt Anh dùng mưu trí đánh bại.
Ông thừa thắng tiến quân, vây thành Nam Trịnh vài mươi ngày, khiến cho Tiêu Ý và quân dân trong thành 1 phen kinh hoàng, nhưng vì chiến sự ở Chung Li bất lợi, Ngụy đế hạ chiếu ban sư. Thác Bạt Anh soái quân tinh nhuệ đi sau, vừa đánh vừa lui. Ông bị trúng tên nhưng không nói ra, nhằm giữ vững lòng quân. Cuối cùng quân Ngụy cũng an toàn về được Cừu Trì. Thác Bạt Anh nhờ công được phong làm An nam đại tướng quân, ban tước Quảng Vũ bá.
Tháng giêng năm sau (496), Hiếu Văn đế hạ lệnh đổi họ Thác Bạt làm họ Nguyên, Thác Bạt Anh đổi làm Nguyên Anh. Ông ở Cừu Trì 6 năm, rất có tiếng là cai trị vừa ân vừa uy. Vì cha mất, nên rời chức.
Hiếu Văn đế tấn công Hán Dương, lấy Nguyên Anh làm Tả vệ tướng quân, gia chức Tiền tướng quân, không lâu sau dời sang làm Đại tông chính, rồi chuyển sang làm Thượng thư, vẫn giữ chức Tướng quân, trấn thủ Kinh Châu. Nam Tề Đông Hôn hầu sai bọn Trần Hiển Đạt đánh Kinh Châu, Nguyên Anh liên tiếp thua trận. Xa giá của Hiếu Văn đế đến Nam Dương, miễn quan tước của ông.

## Thời Tuyên Vũ đế

### Niên hiệu Cảnh Minh
Tuyên Vũ đế lên ngôi, lấy Nguyên Anh làm Từ Châu thứ sử, khôi phục chức Thượng thư, tước Quảng Vũ bá. Đông Hôn hầu sai bọn Trần Bá Chi xâm phạm Hoài Nam, Tư đồ Bành Thành vương Nguyên Hiệp trấn thủ Thọ Xuân, lấy Nguyên Anh làm Trấn nam tướng quân, soái quân chinh thảo. Ông chưa đến nơi, quân Tề đã lui. Sau khi trở về, ông nhận chức Dương Châu thứ sử.
Nhân lúc Ung Châu thứ sử Tiêu Diễn nhà Nam Tề dấy quân chống lại Đông Hôn hầu, Nguyên Anh dâng thư thỉnh cầu nam phạt, triều đình bỏ qua kiến nghị này. Ông lại dâng thư cho rằng thành Nghĩa Dương  thế cô lực mỏng, có thể đánh lấy được; lại cho rằng các thứ sử của Dự Châu và Đông Dự Châu chỉ lo phòng bị, cần đặt một viên Quân Tư để đốc thúc bọn họ chuẩn bị nam phạt. Triều đình chuẩn y. Tuyên Vũ đế xét quân công, bái ông làm Lại bộ thượng thư, lại xét công lao trước sau, cho tiến tước Thường Sơn hầu. Ông còn đề xuất sai sứ giả đi luyện khảo học sinh ở các châu quận 3 năm/lần, triều đình cho rằng việc đó không khả thi.
Tháng 8 năm Cảnh Minh thứ 4 (503), Tuyên Vũ đế mệnh cho Nguyên Anh làm Sứ trì tiết, Giả trấn nam tướng quân, Đô đốc chinh Nghĩa Dương chư quân sự, soái quân tấn công Nghĩa Dương.
Tháng 10, ông tiến quân đánh 3 trại trên núi Hiền Thủ , dân trại chém chết tướng Lương là Dương Do đầu hàng. Tháng 11, ông đánh bại tướng Lương là Ngô Tử Dương ở Bạch Sa , vây đánh Nghĩa Dương.

### Niên hiệu Chánh Thủy
Từ tháng 2 đến tháng 7 năm Chánh Thủy đầu tiên (504), Nguyên Anh liên tiếp đẩy lui các cánh viện quân Lương của Tào Cảnh Tông, Vương Tăng Bỉnh và Mã Tiên Bì. Tháng 8, tướng giữ Nghĩa Dương là Thái Linh Ân thấy trong thành sức lực kiệt quệ, bên ngoài cứu binh không có tác dụng, đành mở cửa thành đầu hàng. Tuyên Vũ đế hạ chiếu khen ngợi Nguyên Anh , khôi phục vương tước cho ông , cải phong làm Trung Sơn vương, thực ấp 1000 hộ; sai đại sứ, Hồng lư thiểu khanh Mục Duyên Cát cầm cờ tiết đến bái. Sau trận Hán Dương, Hiếu Văn đế từng muốn khôi phục cho ông, nhưng Nguyên Anh lại thất bại về tay tướng Tề là Trần Hiển Đạt, nên việc này bị bỏ qua, đến nay mới thành hiện thực.
Nguyên Anh đưa bọn Thái Linh Ân cùng Thượng thư lang Thái Tăng Hiệp, Tiền quân tướng quân, Nghĩa Dương thái thú Phùng Đạo Yếu, Du kích tướng quân Bảo Hoài Thận, Thiên Môn thái thú Vương Thừa Bá, Bình Bắc phủ tư mã Tông Tượng, Bình Bắc phủ tư nghị tham quân Phục Sán, Cấp sự trung, Ninh sóc tướng quân Thái Đạo Cơ, Trung binh tham quân Bàng Tu... vài mươi người về kinh thành . Tuyên Vũ đế khen ngợi công lao khó nhọc của ông, tăng thực ấp thêm 1000 hộ.
Năm Chánh Thủy thứ 2 (505), Lương Vũ đế tiến hành bắc phạt, chia làm 2 lộ đông tây, chiếm được Hợp Phì và Lương Thành. Nguyên Anh được phong Sứ trì tiết, gia chức Tán kỵ thường thị, Chinh nam tướng quân, Đô đốc Dương, từ 2 châu chư quân sự, soái 10 vạn quân đi đánh, được phép tùy tiện làm việc. Ông đánh phá Âm Lăng, chém đầu 25 tướng quân cùng hơn 5000 thủ cấp binh sĩ; lại phá quân Lương ở Lương Thành, chém đầu 42 tướng quân, binh sĩ nhà Lương bị giết và chết đuối lên đến 5 vạn. Lương soái Lâm Xuyên vương Tiêu Hoành và bọn Liễu Đàm 5 người men bờ nam sông Hoài bỏ trốn. Quân Ngụy thừa thắng đuổi theo, thu được 3 vạn thạch gạo.
Tướng Lương giữ thành Mã Đầu bỏ trốn, Nguyên Anh nhân đó tiến quân vây thành Chung Li.
Tháng giêng năm Chánh Thủy thứ 4 (507), ông và Bình đông tướng quân Dương Đại Nhãn tại cù lao Thiệu Dương ở giữa sông Hoài, bắc 2 cây cầu vượt sông Hoài sang 2 bờ nam bắc. Nguyên Anh ở bờ nam đánh thành, Dương Đại Nhãn ở bờ bắc vận lương. Từ tháng 2 đến trung tuần tháng 3, Tuyên Vũ đế e ngại binh sĩ mỏi mệt, thời tiết bất lợi, mấy lần hạ chiếu đòi thu quân trở về, Nguyên Anh cũng mấy lần khẳng định có thể chiếm được thành . Tháng 4, nước sông Hoài dâng cao đến 6, 7 thước, tướng Lương là Vi Duệ đưa thủy quân đến đốt cầu, quân Ngụy đại bại, tổn thất đến 5, 6 phần 10, là thất bại nặng nề nhất từ khi Bắc Ngụy kiến quốc.
Nguyên Anh chạy về đến Dương Châu, dâng trả cờ tiết, áo mão, điêu thiền , chương thụ . Quan viên hữu ti đàn hặc ông chỉ huy kém cỏi, đáng tội phải xử tử. Tuyên Vũ đế tha tội chết, nhưng phế trừ mọi chức tước, giáng làm bình dân.

### Niên hiệu Vĩnh Bình
Tháng 8 năm Vĩnh Bình đầu tiên (508), Kinh Triệu vương Nguyên Du mưu phản. Tháng 9, Tuyên Vũ đế khôi phục chức tước cho Nguyên Anh, thực ấp 1000 hộ, phong làm Sứ trì tiết, Giả chinh đông tướng quân, Đô đốc Ký Châu chư quân sự, soái quân đi trước đánh dẹp. Nguyên Anh còn chưa xuất phát thì loạn Nguyên Du đã dẹp xong.
Trong tháng ấy, Dĩnh Châu tư mã Bành Trân làm phản, ngầm đưa quân Lương vào xâm phạm Nghĩa Dương. Đồng thời thú chủ của 3 cửa quan (Vũ Dương, Bình Tĩnh, Hoàng Hiện ) là bọn Hầu Đăng dâng thành hàng Lương, Dĩnh Châu thứ sử Lâu Duyệt cố thủ Nghĩa Dương. Tuyên Vũ đế hạ chiếu cho Nguyên Anh làm Sứ trì tiết, Giả chinh nam tướng quân, Đô đốc nam chinh chư quân sự, soái 3 vạn bộ kỵ từ Nhữ Nam đi cứu viện.
Tháng 10, Huyền Hồ  thú chủ Bạch Tảo Sanh giết Dự Châu thứ sử Tư Mã Duyệt, chiếm thành hàng Lương. Tháng 11, Tuyên Vũ đế liên tiếp nhận được báo tiệp của thượng thư Hình Loan chinh thảo Bạch Tảo Sanh, 1 lần nữa ban chiếu cho Nguyên Anh nhanh chóng cứu viện Nghĩa Dương. Ông cho rằng binh lực không đủ, không ngừng xin thêm nhưng Tuyên Vũ đế không cho. Vì vậy Nguyên Anh chuyển đến Huyền Hồ, cùng Hình Loan hợp binh đánh thành. Tháng 11, phó tướng Tề Cẩu Nhi nhà Lương mở cửa thành ra hàng, quân Ngụy chém đầu Bạch Tảo Sanh và đồng bọn vài mươi người.
Nguyên Anh thừa thắng tiến đến Nghĩa Dương, Ninh sóc tướng quân Trương Đạo Ngưng nhà Lương nghe tin, bèn bỏ thành Sở Vương  chạy trốn. Nguyên Anh đuổi theo, chém chết Trương Đạo Ngưng và Hổ bôn trung lang tướng Tào Khổ Sanh nhà Lương, bắt hết quân đội của họ.
Tháng giêng năm Vĩnh Bình thứ 2 (509), Nguyên Anh tiến đánh 3 cửa quan, cho rằng: "3 cửa quan liền kề với nhau như tay trái, tay phải; nếu hạ được 1 quan, 2 quan kia không đánh cũng bình định được. Đánh khó không bằng đánh dễ, cửa quan phía đông dễ đánh, nên chiếm lấy trước. Như binh pháp của Hoàng Thạch Công đã nói, chưa đánh thì như gió thoảng, tấn công thì như đê vỡ."
Nguyên Anh không muốn quân địch tập trung giữ cửa quan phía đông, nên phái Trưởng sử Lý Hoa soái quân hướng về cửa quan phía tây, nhằm phân chia binh lực của địch; tự mình soái quân đánh cửa quan phía đông. Trước đó Ti Châu thứ sử Mã Tiên Bì nhà Lương phái Vân kỵ tướng quân Mã Quảng đến Trường Bạc đề phòng quân Ngụy, quân chủ Hồ Văn Siêu đóng quân ở Tùng Hiện. Nguyên Anh đến Trường Bạc, ngay trong đêm Mã Quảng trốn vào Vũ Dương (cửa quan phía đông). Nguyên Anh nghe tin Quan quân tướng quân Bành Úng Sanh, Phiêu kỵ tướng quân Từ Siêu Tú nhà Lương đến tăng viện cho Vũ Dương, bèn dừng quân không tiến, nói với chư tướng: "Thả cho bọn chúng vào thành; ta từ trước đã quan sát hình thế, đánh dễ lắm; ta chiếm lấy (thành này) dễ như không." Chư tướng đều không tin. Đợi cho bọn Bành Úng Sanh vào thành, Nguyên Anh mới vây đánh. Chỉ mất 6 ngày, bọn Mã Quảng phải ra hàng.
Nguyên Anh tiếp tục tiến đánh Tùng Hiện, Thái tử tả vệ soái Lý Nguyên Lý bỏ thành chạy trốn. ông tiến đến cửa quan phía tây, Mã Tiên Bì cũng lui chạy. Lần tác chiến đúng như Nguyên Anh tính toán, bắt được 6 đại tướng, 20 bộ tướng, 7000 binh sĩ, 40 vạn thạch gạo, quân tư tương đương. Khi ấy Nguyên Anh đuổi theo Mã Tiên Bì, muốn rửa mối nhục Chung Li, lại nghe Lương đế phái Vi Duệ đi tăng viện, bèn dừng lại không đuổi nữa. Tuyên Vũ đế hạ chiếu bãi binh, sau khi về triều, ông nhận chức Thượng thư tả bộc xạ.
Ngày tân mão tháng 10 năm Vĩnh Bình thứ 3 (ngày 9 tháng 12 năm 510), Nguyên Anh qua đời. Triều đình ban cho Đông Viên bí khí, 1 bộ triều phục, 70 xúc lụa, truy tặng làm Tư đồ công, thụy hiệu là Hiến Vũ vương.
Con trưởng của Nguyên Anh là Du mất sớm, con thứ là Hi được kế tự.